# Кяряйтсаари
Кяряйтсаари — небольшой остров в Ладожском озере. Он относится к группе Западных Ладожских шхер. Территориально относится к Лахденпохскому району Карелии, Россия.
Вытянут с севера на юг. Длина 1,2 км, ширина 0,5 км.
Остров расположен в заливе Папинниеменселькя, между островами Тимонсаари на севере и Кухка на юге. Почти полностью покрыт лесами.